# Na Podvinném mlýně
Na Podvinném mlýně je travnaté hřiště pro ragby, nacházející se v pražské Libni mezi ulicemi Podvinný mlýn a Kovanecká, v blízkosti parku Podviní a potoka Rokytka. Vedle hřiště se nachází parkoviště, víceúčelová hala Arena Sparta (v roce 2019 přejmenovaná na UNYP Arenu) a tréninkový atletický stadion.
Od roku 1982 je hřiště domácím stadionem ragbyového klubu RC Sparta Praha.